# بنیامین مکالوک
بنیامین مکالوک (انگلیسی: Benjamin McCulloch; ۱۱ نوامبر ۱۸۱۱ – ۷ مارس ۱۸۶۲) فرد نظامی اهل ایالات متحده آمریکا بود.